# Hans Bethge
Hans Bethge (9 janvier 1876 - 1er février 1946) est un poète et traducteur allemand, surtout connu pour ses recueils de poésie lyrique orientale.

## Biographie
Hans Bethge étudie les langues et la philosophie à Halle, Erlangen et Genève. Après ses études, il est enseignant pendant deux ans en Espagne. En 1901, il s'établit à Berlin pour écrire.
Hans Bethge est un homme ouvert et plusieurs artistes de son temps comptent parmi ses amis, dont le peintre Heinrich Vogeler. Le sculpteur Wilhelm Lehmbruck l'a portraituré à différentes reprises.

## Œuvre
- Die stillen Inseln
- Der gelbe Kater
- Deutsche Lyrik seit Liliencron (Anthologie)
- Die Lyrik des Auslandes in neuerer Zeit (Anthologie)
- Lieder des Orients (Nachdichtungen)
- Die chinesische Flöte. Nachdichtungen chinesischer Lyrik,  (ISBN 3-9806799-5-0)
  - ou La flûte chinoise. Une partie de ces poèmes fut mise en musique en 1907 par Gustav Mahler sous le titre Das Lied von der Erde (Le Chant de la Terre)
- Pfirsichblüten aus China. Nachdichtungen chinesischer Lyrik,  (ISBN 3-935727-06-2)
- Ägyptische Reise
- Die armenische Nachtigall. Nachdichtungen des Nahabed Kutschak und anderer armenischer Dichter,  (ISBN 3-935727-02-X)
- Das türkische Liederbuch. Nachdichtungen türkischer Lyrik,  (ISBN 3-9806799-7-7)
- Japanischer Frühling. Nachdichtungen japanischer Lyrik.  (ISBN 3-935727-00-3)
- Hafis - Die Lieder und Gesänge in Nachdichtungen.  (ISBN 3-935727-03-8)
- Omar Khayyam - Die Nachdichtungen seiner Rubai'yat,  (ISBN 3-935727-01-1)
- Sa'di der Weise. Die Verse des persischen Dichters in Nachdichtungen,  (ISBN 3-9806799-6-9)
- Der persische Rosengarten. Nachdichtungen persischer Lyrik,  (ISBN 3-935727-01-1)
- Die indische Harfe. Nachdichtungen indischer Lyrik. Nachdichtungen orientalischer Lyrik,  (ISBN 3-9806799-8-5)
- Arabische Nächte. Nachdichtungen arabischer Lyrik,  (ISBN 3-935727-05-4)
- Der asiatische Liebestempel. Nachdichtungen der Liebeslieder der Völker Mittelasiens,  (ISBN 3-935727-04-6)